# 丹尼尔·里卡德松
丹尼尔·里卡德松（瑞典語：Daniel Rickardsson，1982年3月15日—），瑞典男子越野滑雪运动员。他曾代表瑞典参加2010年、2014年和2018年冬季奥林匹克运动会越野滑雪比赛，共获得二枚金牌和一枚铜牌。